# Apetaenus
Apetaenus (лат.) — род двукрылых насекомых семейства Canacidae из подотряда короткоусых (Brachycera). Эндемики субантарктических архипелагов, где встречаются вместе с колониями пингвинов и других морских птиц.

## Описание
Мухи очень мелких размеров; имеют длину тела от 2,9 до 5,0 мм. От близких групп отличаются следующими признаками: крыло либо рудиментарное, либо с удлинённой к краю длинной жилкой A1+CuA2; лобно-глазничных щетинок в норме 3, из которых одна средняя отогнута и расположена дальше от глаза, чем остальные; синтергит 1+2 самок длиннее остальной части брюшка. Встречается брахиптерия и микроптерия.
Представители рода являются эндемиками субантарктических архипелагов, где встречаются вместе с колониями пингвинов и других морских птиц. Иногда также обнаруживаются на водорослях и других морских отходах, выброшенных на берег на скалистых супралиторалях. У некоторых видов есть рудиментарные крылья.

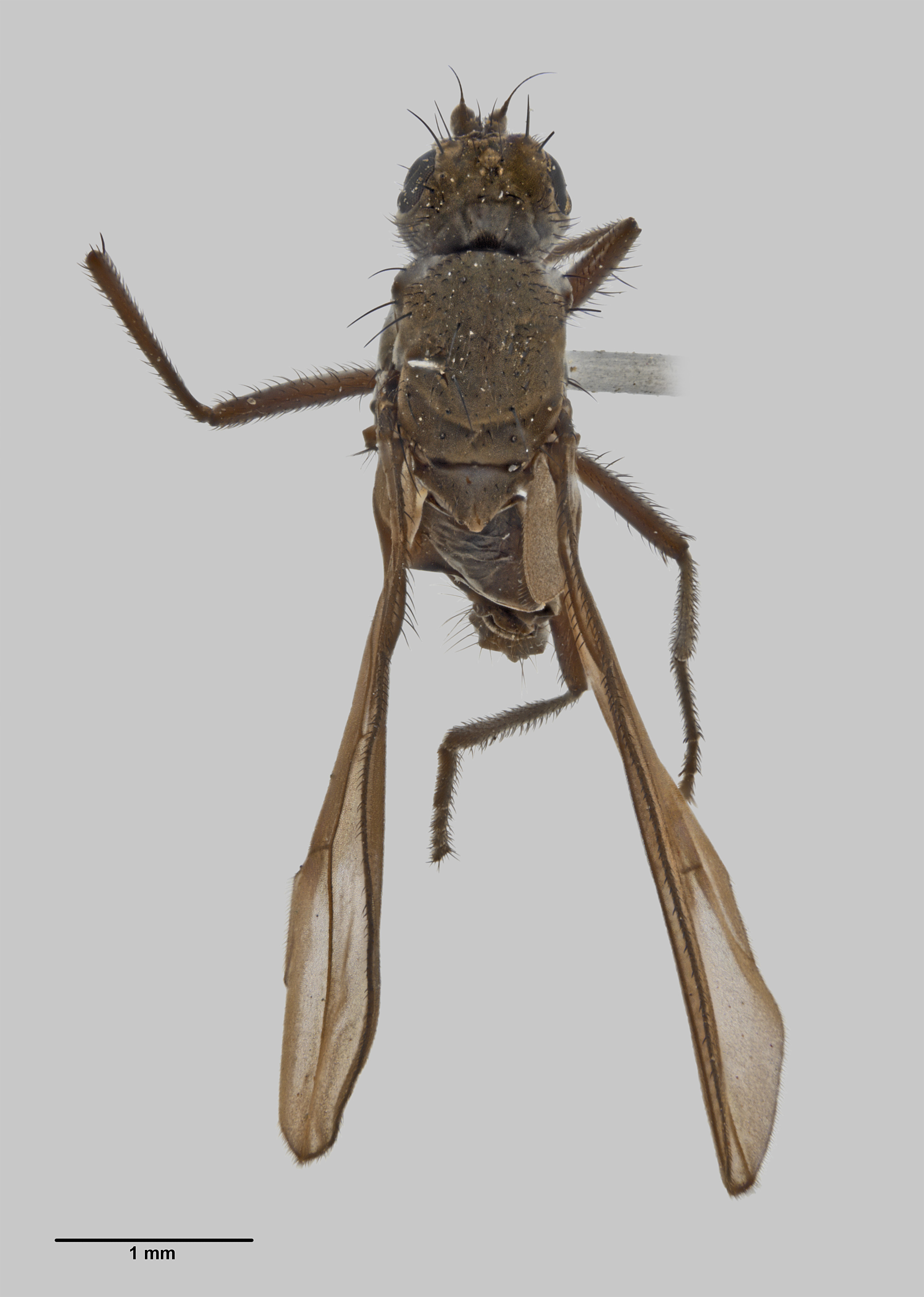

## Классификация
Описано около 4 вида и 3 подвида. В 1996 году род Apetaenus был выделен в монотипическое подсемейство Apetaeninae Mathis and Munari, 1996.
- Подрод Apetaenus Eaton, 1875[1][2]

- Apetaenus litoralis litoralis Eaton, 1875 (Острова Крозе, Остров Херд, Кергелен — в южной части Индийского океана)
- Apetaenus litoralis marionensis Munari, 2008 (остров Марион, ?остров Принс-Эдуард, ЮАР)
- Apetaenus litoralis watsoni Hardy, 1962 (Bishop Island, Маккуори)

- Подрод Listriomastax Enderlein, 1909[2][7]

- Apetaenus enderleini Munari, 2007 (Острова Крозе, Кергелен, остров Марион, острова Принс-Эдуард — в южной части Индийского океана)

- Подрод Macrocanace Tonnoir and Malloch, 1926[2][9]

- Apetaenus australis (Hutton, 1902) (Острова Антиподов, остров Кэмпбелл; Новая Зеландия)
- Apetaenus littoreus (Hutton, 1902) (Острова Антиподов, острова Баунти; Новая Зеландия)

## Распространение
Встречаются в Субантарктике.